# کانگچنجونگا (فیلم)
کانگچنجونگا (به بنگالی: Kanchenjungha) فیلمی محصول سال ۱۹۶۲ و به کارگردانی ساتیاجیت رای است. در این فیلم بازیگرانی همچون چابی بیسواس، کارونا بانرجی، آنیل چاترجی، آنوبها گوپتا، آرون موکرجی ایفای نقش کرده‌اند.